# Принс-Джордж Кугарз
«Принс-Джордж Ку́гарз» (англ. Prince George Cougars) — юниорский хоккейный клуб, выступающий в Западной хоккейной лиге (WHL). Клуб расположен в городе Принс-Джордж, провинция Британская Колумбия, Канада.

## История
Прародителем «Кугарз» считается клуб «Виктория Кугэрз», базировавшийся в Виктории и выступавший в WHL в 1971—1994 годах. В 1981 году эта команда единственный раз в своей истории завоевала чемпионский титул. В 2011 году в Виктории была основана новая команда WHL — «Виктория Ройялс».
После переезда в Принс-Джордж клуб особых успехов не добивался. Наилучшие достижения — выход в полуфинал плей-офф (1997, 2000, 2007). В сезоне 2011/12 «Кугарз» заняли последнее место в Западной конференции и не попали в плей-офф.

## Известные игроки
- Крис Мэйсон (1994—1997)
- Эрик Брюэр (1995—1998) — олимпийский чемпион 2002 г, обладатель Кубка мира 2004 г, трёхкратный чемпион мира.
- Шелдон Сурей (1995)
- Рональд Петровицки (1995—1997)
- Здено Хара (1996—1997) — обладатель Кубка Стэнли.
- Джоэль Квятковски (1996—1998)
- Блэйр Беттс (1996—2000)
- Трент Хантер (1997—2000)
- Дэн Хэмьюс (1998—2002)
- Дерек Бугард (1999—2001)
- Дастин Бафлин (2002—2005) — обладатель Кубка Стэнли.
- Девин Сетогучи (2006—2007)
- Владимир Мигалик (2006—2007)